# Fangatau (comune)
Fangatau è un comune della Polinesia francese di 252 abitanti nelle Isole Tuamotu.
Il comune è composto da 2 atolli:
| Atollo             | villaggio principale | Abitanti 2007 | terre emerse (km²) | laguna (km²) | Coordinate       |
| ------------------ | -------------------- | ------------- | ------------------ | ------------ | ---------------- |
| Fangatau           | Teana                | 121           | 6                  | 11           | 15°49′S 140°52′W |
| Fakahina1          | Tarione              | 131           | 8                  | 20           | 15°59′S 140°08′W |
| comune di Fangatau | Teana                | 252           | 14,25              | 31           |                  |

1 Comune associato